# Fritz Langensiepen
Fritz Langensiepen (* 1942 in Simmern im Hunsrück) ist ein deutscher Sprachwissenschaftler und Landeskundler des Rheinlands.

## Leben und Arbeit
Langensiepen wurde als Sohn eines Volksschullehrers geboren. Er wuchs mit einer Schwester im ländlichen Kappel auf, besuchte dann nach dem Umzug nach Bonn dort ein Gymnasium. Er studierte Germanistik, allgemeine Sprachwissenschaft und rheinische Landesgeschichte an der Universität Bonn und promovierte über das Thema „Mittelalterliche Reimpaarerzählungen“.
Schwerpunkte seiner Arbeit sind neben der regionalen Alltagskulturgeschichte, zum Beispiel über das Bierbrauen, die Sprachen an Rhein und Maas.
Er arbeitete zunächst als Referent für Sprachforschung, seit 1979 als Leiter der Sprachabteilung und von 1985 bis 2007 als Leiter am LVR-Institut für Landeskunde und Regionalgeschichte (damals noch: Amt für Rheinische Landeskunde – ARL) in Bonn, einer Untergliederung des Landschaftsverbands Rheinland (LVR) mit Hauptsitz in Köln-Deutz, bevor er in den Ruhestand ging.
In seiner Eigenschaft als Amtsleiter war er an diversen Projekten, Publikationen und Veranstaltungen beteiligt, hat Vorworte geschrieben und Eröffnungsreden gehalten, zum Beispiel beim internationalen Kongress „Geister, Narren, Rosa Funken“ in der Godesberger Stadthalle, der sich wissenschaftlich mit Karnevalsbrauchtum befasste und vom Amt für Rheinische Landeskunde ausgerichtet wurde. Langensiepen war bis 2008 im Beirat der Akademie för uns Kölsche Sproch. Er wirkte in den 1980er Jahren an der Entwicklung der Rheinischen Dokumenta mit, einer einfachen Lautschrift für die lokalen Sprachen der weiteren Regionen vom Niederrhein bis zur südlichen Pfalz. Nach anfänglicher Skepsis unterstützte er eine Forschungsarbeit über heutige und historische Gesundbeter in der Eifel und schrieb das Vorwort zur Veröffentlichung der Ergebnisse. 2000 und 2001 wirkte er an einer Untersuchung zur Übernahme von Halloween-Brauchtum im Rheinland in den Jahren mit.

## Veröffentlichungen
- Tradition und Vermittlung. Literaturgeschichte und didaktische Untersuchungen zu Hans Folz. Verlag E. Schmidt, Berlin 1980, ISBN 3-503-01640-6.
- Bierkultur an Rhein und Maas. Bouvier, Bonn 1998, ISBN 978-3-416-02742-7.
- Rheinische Straßen – Schauplatz, Lebensraum, Verkehrsweg. In: Heimatjahrbuch des Kreises Ahrweiler. 1994, S. 162–168, archiviert vom Original am 4. März 2016.
- Halloween Alaaf! Wie die Rheinländer den Horror-Brauch prägen. (pdf, 85 kB) In: halloween-im-rheinland.de. Oktober 2001, archiviert vom Original am 21. Oktober 2006.

Mitarbeit unter anderen an
- Rheinische Dokumenta. Lautschrift für rheinische Mundarten. Mundartdokumentation im Rheinland. Nach Vorarbeiten von Fritz Langensiepen vorgestellt von Peter Honnen. Rheinland-Verlag, Köln, 2. Auflage, 1987, ISBN 3-7927-0947-3.
- mit Georg Cornelissen und Peter Honnen: Das Rheinische Platt: Eine Bestandsaufnahme (Rheinische Mundarten). Rheinland-Verlag, Köln 1989, ISBN 3-7927-0689-X.
- mit Stef Grit, Timothy Sodmann, und Georg Cornelissen u. a.: Dialekt à la carte: Dialektatlas Westmünsterland – Achterhoek – Liemers – Niederrhein. Ergebnis einer Untersuchung zur vergleichenden Dialektforschung, 1993, ISBN 978-3-927851-66-5.
- Jürgen Wilhelm (Hrsg.) Das große Köln-Lexikon, 492 Seiten mit 1.130 Artikeln und 580 farbigen Abbildungen, ISBN 978-3-7743-0355-3.
- Gabriele Dafft, Michael Krieger (Hrsg.) Mirabilis – Kreatives Event-Management auf Rheinisch. Was Abi-Gags für das Rheinland bedeuten, 160 Seiten. Bachem-Verlag, Köln. ISBN 978-3-7616-2056-4.